# كارل أنطون
كارل أنطون (بالتشيكية: Karel Anton)‏ هو كاتب سيناريو ومنتج أفلام ومخرج تشيكي، ولد في 25 أكتوبر 1898 في براغ في التشيك، وتوفي في 12 أبريل 1979 في برلين في ألمانيا.

## وصلات خارجية
- كارل انطون على موقع IMDb (الإنجليزية)
- كارل انطون على موقع ألو سيني (الفرنسية)
- كارل انطون على موقع أول موفي (الإنجليزية)
- كارل انطون على موقع قاعدة بيانات الأفلام السويدية (السويدية)
- كارل انطون على موقع قاعدة بيانات الفيلم (الإنجليزية)
- كارل انطون على موقع كينوبويسك (الروسية)